# Percosova, Timiș
Percosova (germană Perkos, Perkosowa, maghiară Berkeszfalu) este un sat ce aparține orașului Gătaia din județul Timiș, Banat, România.
Satul Percosova este așezat pe malul drept al pârâului Moravița care izvorăște pe hotarul comunei Surduc. Brațul vechi al pârâului trece prin mijlocul satului. Percosova se învecinează cu următoarele localități: la sud Gherman (5 km), la sudest Jamu Mare (9 km), la est Butin (3 km), la nord Rovinița Mare (5 km), la nordvest Breștea (6 km) și la vest Dejan (5 km).
Pe hotarul Percosovei încă dinaintea timpului Imperiului Otoman au existat mai multe sate. După o dovadă din anul 1840, între Gherman, Dejan și Percosova, pe hotarul numit "cristuri" mai exista ruina unei biserici. În anul 1717 la Percosova au fost numărate 15 case. În jurul anului 1800 au fost colonizați aici germani (șvabi). Majoritatea a venit din Jamu Mare si Măureni. În 1951 aproximativ 86  de persoane din Percosova au fost deportate în Bărăgan. Deportați din Percosova au fost așezați in apropierea localități Mărculești din județul Ialomița. Aici au inființat împreună cu alți deportați din Banat satul Viișoara care nu mai exista. La Viișoara 6 deportați din Percosova au decedat. In 1956 deportaților li s-a permis pe cost propriu să se intoarcă in Banat. Actual Percosova aparține de orașul Gătaia.

## Vezi și

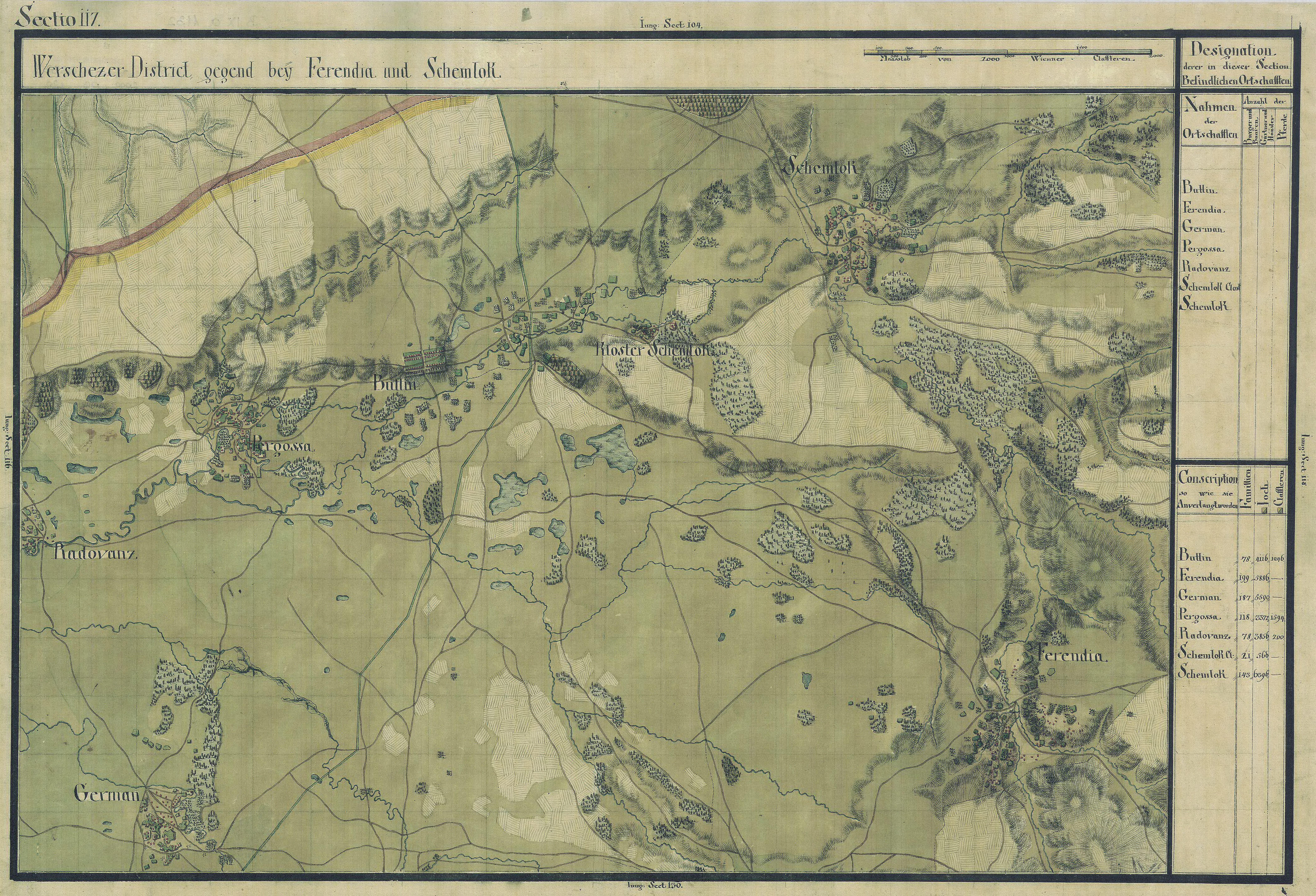
Percosova în Harta Iosefină a Banatului, 1769-72